# Campionato Sammarinese 1995-1996

## Classifica
|  |     | Classifica 1995-96 | Pt | G  | V  | N | P  | GF | GS | DR  |
|  | --- | ------------------ | -- | -- | -- | - | -- | -- | -- | --- |
|  | 1.  | Cosmos             | 33 | 18 | 10 | 3 | 5  | 29 | 20 | +9  |
|  | 2.  | Murata             | 31 | 18 | 8  | 7 | 3  | 29 | 15 | +14 |
|  | 3.  | La Fiorita         | 29 | 18 | 8  | 5 | 5  | 23 | 17 | +6  |
|  | 4.  | San Giovanni       | 28 | 18 | 7  | 7 | 4  | 26 | 24 | +2  |
|  | 5.  | Folgore            | 27 | 18 | 7  | 6 | 5  | 22 | 18 | +4  |
|  | 6.  | Domagnano          | 26 | 18 | 7  | 5 | 6  | 22 | 16 | +6  |
|  | 7.  | Tre Fiori          | 26 | 18 | 8  | 2 | 8  | 23 | 25 | -2  |
|  | 8.  | Virtus             | 21 | 18 | 5  | 6 | 7  | 22 | 26 | -4  |
|  | 9.  | Cailungo           | 15 | 18 | 3  | 6 | 9  | 20 | 32 | -12 |
|  | 10. | Faetano            | 10 | 18 | 3  | 1 | 14 | 16 | 39 | -23 |

## Play-off
Ai play-off si qualificano le prime quattro squadre del girone e la vincitrice della serie A2.
- Primo Turno: si sfidano tra loro la terza e la quarta del girone e la seconda del girone e la neopromossa.

A)  San Giovanni -  Libertas 0 - 1
B)  Murata -  La Fiorita 2 - 4
- Secondo Turno: si affrontano fra di loro le vincenti e le perdenti del primo turno.

C)  San Giovanni -  Murata 2- 0 Murata eliminato con due sconfitte.
D)  La Fiorita -  Libertas 2 - 2 (4 - 3 dcr)
- Terzo Turno: si sfidano tra loro le squadre che hanno perso almeno una partita e la prima classificata contro la vincente della partita D. In quest'ultima chi vince approda in finale, chi perde in semifinale contro la vincente dell'altra partita.

E)  Libertas -  San Giovanni 3 - 0 San Giovanni eliminato con due sconfitte
F)  Cosmos -  La Fiorita 1 - 0
- Semifinale

I)  Libertas -  La Fiorita 4 - 3 dts
- Finale:

L)   Libertas -  Cosmos 4 - 1